# شاهزاده ابوطالب
شاهزاده ابوطالب مربوط به دوره صفوی است و در شهرستان قم، بخش خلجستان، روستای نویس واقع شده و این اثر در تاریخ ۱۹ اسفند ۱۳۸۰ با شمارهٔ ثبت ۴۸۵۹ به‌عنوان یکی از آثار ملی ایران به ثبت رسیده است.